# Phialophora asteris
Phialophora asteris är en svampart som först beskrevs av Dowson, och fick sitt nu gällande namn av Burge & I. Isaac 1974. Phialophora asteris ingår i släktet Phialophora och familjen Herpotrichiellaceae.  Utöver nominatformen finns också underarten helianthi.